# Crazy Bitches
Crazy Bitches to amerykański film fabularny z 2014 roku, napisany i wyreżyserowany przez Jane Clark. Stanowi połączenie horroru i komedii, opowiada o morderstwach popełnianych na podstawie próżności ofiar. Światowa premiera obrazu odbyła się 26 czerwca 2014 w trakcie Frameline Film Festival. 14 lutego 2015 film trafił do dystrybucji komercyjnej na terenie Stanów Zjednoczonych. Tego roku zdobył też nominację do nagrody głównej gali Fantasporto.

## Opis fabuły
Przyjaciele z college'u − siedem kobiet i ich homoseksualny kolega − przybywają do chatki w lesie w celach wypoczynkowych. Na miejscu poznają legendę krwawych zbrodni, które popełniono tu lata temu. Wkrótce zaczynają ginąć, zabijani na podstawie własnej próżności.

## Obsada
- Samantha Colburn − Taylor
- Cathy DeBuono − Cassie
- Andy Gala − BJ
- Liz McGeever − Minnie
- Victoria Profeta − Alice
- Guinevere Turner − Belinda
- Nayo Wallace − Dorri
- Mary Jane Wells − Princess
- Blake Berris − Gareth
- Candis Cayne − Vivianna
- David Fumero − Eddie

## Nagrody i wyróżnienia
- 2015, Fantasporto:
  - nominacja do nagrody głównej przyznawanej dla najlepszego filmu (wyróżniona: Jane Clark)[2]
- 2015, Macabre Faire Film Festival, USA:
  - nominacja do nagrody jurorów w kategorii najlepsza aktorka drugoplanowa (Nayo Wallace, wytwórnia FilmMcQueen)[2]
  - nominacja do nagrody jurorów w kategorii najlepsza ścieżka dźwiękowa (Jane Clark, wytwórnia FilmMcQueen)[2]